# Nava „Argeș”
Nava „Biruința” a fost o navă comercială românească construită.